# Discordia
 (novembre 2017).
Si vous disposez d'ouvrages ou d'articles de référence ou si vous connaissez des sites web de qualité traitant du thème abordé ici, merci de compléter l'article en donnant les références utiles à sa vérifiabilité et en les liant à la section « Notes et références ».
Albums de Misery Index
Retaliate
(2003) Traitors
(2008)
Discordia est le deuxième album du groupe de death metal, deathgrind américain Misery Index, sorti en 2006.

## Liste des titres
Toutes les paroles sont écrites par Jason Netherton (sauf annotation), toute la musique est composée par Misery Index.
| 1.    | Unmarked Graves                                          | 4:47 |
| 2.    | Conquistadores                                           | 3:37 |
| 3.    | Outsourcing Jehovah                                      | 2:53 |
| 4.    | Breathing Pestilence                                     | 3:15 |
| 5.    | Meet Reality                                             | 2:27 |
| 6.    | Sensory Deprivation                                      | 4:15 |
| 7.    | The Medusa Stare                                         | 2:15 |
| 8.    | Dystopian Nightmares                                     | 2:54 |
| 9.    | Discordia                                                | 4:28 |
| 10.   | Pandemican (feat. Andy Huskey) (paroles : Mark Kloeppel) | 2:20 |
| 33:10 |                                                          |      |

| Titre supplémentaire - Édition Japon et édition vinyle LP (Relapse Records, 16 mai 2006) | Titre supplémentaire - Édition Japon et édition vinyle LP (Relapse Records, 16 mai 2006) | Titre supplémentaire - Édition Japon et édition vinyle LP (Relapse Records, 16 mai 2006) | Titre supplémentaire - Édition Japon et édition vinyle LP (Relapse Records, 16 mai 2006) | Titre supplémentaire - Édition Japon et édition vinyle LP (Relapse Records, 16 mai 2006) | Titre supplémentaire - Édition Japon et édition vinyle LP (Relapse Records, 16 mai 2006) | Titre supplémentaire - Édition Japon et édition vinyle LP (Relapse Records, 16 mai 2006) | Titre supplémentaire - Édition Japon et édition vinyle LP (Relapse Records, 16 mai 2006) | Titre supplémentaire - Édition Japon et édition vinyle LP (Relapse Records, 16 mai 2006) | Titre supplémentaire - Édition Japon et édition vinyle LP (Relapse Records, 16 mai 2006) |
| No                                                                                       | Titre                                                                                    | Durée                                                                                    |                                                                                          |                                                                                          |                                                                                          |                                                                                          |                                                                                          |                                                                                          |                                                                                          |
| ---------------------------------------------------------------------------------------- | ---------------------------------------------------------------------------------------- | ---------------------------------------------------------------------------------------- | ---------------------------------------------------------------------------------------- | ---------------------------------------------------------------------------------------- | ---------------------------------------------------------------------------------------- | ---------------------------------------------------------------------------------------- | ---------------------------------------------------------------------------------------- | ---------------------------------------------------------------------------------------- | ---------------------------------------------------------------------------------------- |
| 11.                                                                                      | Diggin In (reprise de Nasum)                                                             | 0:19                                                                                     |                                                                                          |                                                                                          |                                                                                          |                                                                                          |                                                                                          |                                                                                          |                                                                                          |
| 33:29                                                                                    |                                                                                          |                                                                                          |                                                                                          |                                                                                          |                                                                                          |                                                                                          |                                                                                          |                                                                                          |                                                                                          |

## Crédits
| - Mark Kloeppel : guitare, chant - Jason Netherton : basse, chant - Adam Jarvis : batterie - Sparky Voyles : guitare | - Production : Eyal Levi, Misery Index - Ingénierie, mixage : Eyal Levi - Ingénierie (assistant), mixage (assistant) : Reagan Wexler - Mastering : Rodney Mills - Photographie : Gary Fly - Artwork : Greg Houston, Timothy Leo - Design : Timothy Leo |